# 포차 인종청소
포차 인종청소(보스니아어: Etničko čišćenje u Foči)는 보스니아 전쟁 기간인 1992년 4월 7일부터 1994년 1월까지 보스니아 헤르체고비나의 포차 지역에서 일어난 세르브인계 군사, 경찰, 민병대의 보스니아인 민간인을 향한 여러 전쟁 범죄 사건이다. 1992년 7월 이후 포차 지역에서 비세르브인 21,000명이 강제 추방된 것으로 추정된다. 최종적으로 포차 지역의 무슬림 22,500명이 강제 추방되었으며 유네스코 세계문화유산인 알라자 모스크를 포함한 13개 모스크가 파괴되었다.
구유고슬라비아 국제형사법원(ICTY)는 여러 평결을 통해 포차 지역에서 인종청소(모든 보스니아인들이 강제 추방됨), 살인, 집단강간, 보스니아인 재산 및 문화 유산에 대한 고의적 파괴 등 인도에 반한 죄가 일어났다고 규정하였다. 사라예보 연구 및 문서화 센터(IDC)에서는 보스니아 전쟁 기간 포차에서 2,707명이 사망하거나 실종되었다고 추정하고 있다. 이 중 보스니아인이 1,513명이고 세르브인이 155명이다. 또한 세르브계 보스니아 정부는 보통 강간수용소라고 부르는 장소를 마련하여 포차 지역의 보스니아인 수백 명의 여성을 자유롭게 성폭행할 수 있는 수용소를 운용하였다. 세르비아 장교, 군인 등 포차 대학살에 가담한 여러 사람들이 ICTY에서 전쟁 범죄 혐의로 기소되었다.

## 민간인 학살
보스니아 전쟁이 발발하자, 세르브계 군사는 보스니아 동부의 비세르브계 다수 거주 지역을 공격하기 시작했다. 일단 마을이 세르브계가 장악하게 되면 세르브계 군대, 경찰, 준군사조직 병사, 그리고 때로는 세르브계 마을 주민들도 비슷한 패턴으로 보스니아인 민가와 아파트를 조직적으로 뒤지거나 방화하며 보스니아계 민간인을 체포하여 포로로 잡았다. 이 과정에서 때리거나 살해하기도 하였다. 사로잡은 민간인을 남성과 여성으로 구분하였고 남성 대부분을 지역 수용소로 끌고갔다.
유네스코 세계문화유산인 알라자 모스크를 포함하여 13개 모스크가 파괴되었고 포차 주민 대다수인 무슬림 22,500명이 피난을 갔다. 전쟁이 끝날 무렵 마을에서 남아 있던 무슬림의 수는 10명에 불과했다. 1994년 1월, 세르비아 정부는 '포차'라는 마을 이름을 "세르브인의 장소"라는 뜻의 스르비네(세르비아어: Србиње)로 개칭하였다. 당시 간신히 인종청소를 면한 사람들은 종전시까지 로자예 지역에 정착하였다.

## 집단강간

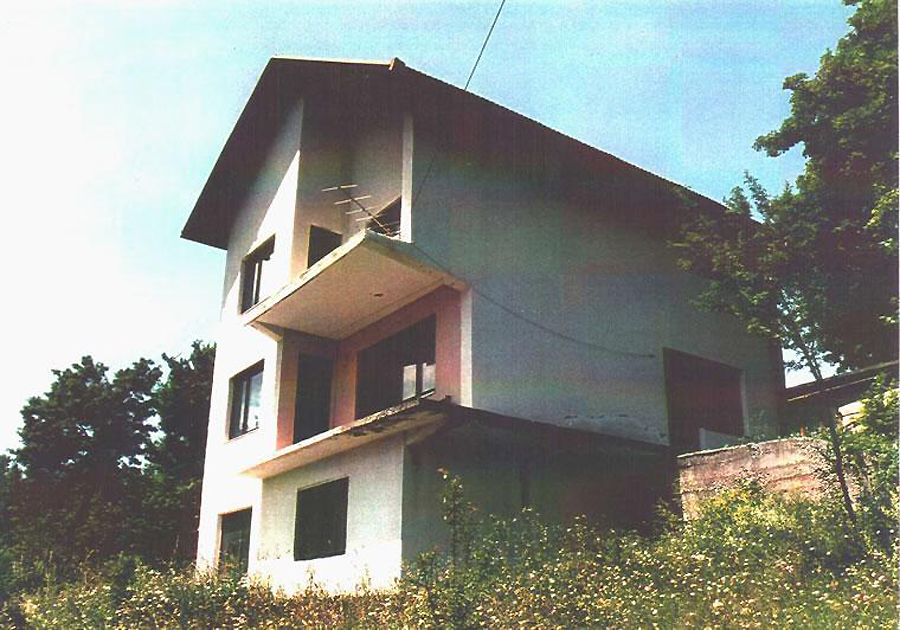
포차 인근에서 여성들을 고문하고 강간하던 곳이던 "카라만의 집"("Karaman's House")

보스니아인 여성들은 비위생적인 환경에서 생활해야 하는 여러 강제수용소로 끌려가 반복적으로 성폭행 및 강간을 당하는 등 여러 방법으로 학대를 받았다. 세르비아인 군인이나 경찰들이 이런 수용소에 와서 한 명 이상의 여성들을 선택해 뽑아 강간하곤 하였다. 이 모든 행위는 완벽하게 알려진 채 세르비아 지역 정부, 특히 지역 경찰이 직접적으로 개입하면서 일어났다. 포차 경찰서장인 드라간 가고비치는 수용소로 가서 여성을 골라 성폭행을 하던 사람 중 한명이었다. 포차에는 여러 강제수용소가 있었다. "카라만의 집"은 포차에서 가장 악명높은 강간수용소 중 하나였는데, 이 집에 감금된 여성들은 반복적으로 수 차례 성폭행을 당했다. 카라만의 집에 감금된 여성들 중에서는 15세 미만의 미성년자도 있었다.
보스니아인 여성들은 조직적이고 집단적인 인종청소 명목으로 세르브인들에게 집단강간을 당했다. 예를 들어, 후에 전쟁범죄 혐의로 유죄 판결을 받은 드라골류브 쿠나라츠나 그의 부하들은 보스니아인 여성과 소녀들은 추러내 오스만 지키치 가 16번지의 군인 집으로 끌려가 성노예처럼 다루었다. 이 집에서 성인 여성 및 어린아이(일부는 14세 미만의 아동도 있음)는 반복적으로 강간을 당했다. 세르비아 군인들은 정기적으로 여러 수용소에서 이슬람 소녀를 데려와 성노예의 수를 유지하였다.
ICTY 재판에서 유죄 판결을 받은 라도미르 코바치는 자신의 아파트에 보스니아인 무슬림 소녀 4명을 감금하고 성폭행과 강간을 반복하였다. 또한 코바치는 동료들을 자신의 집으로 초대하여 여자아이들을 윤간하기도 하였다. 또한 코바치는 성노예인 자신의 소녀들 3명을 다른 이에게 팔았는데 소녀 3명 중 2명을 3주 이상 집단강간을 반복한 세르비아인 사병에게 팔았다. 이 3명의 소녀들은 얼마 되지 않아 코바치한테로 다시 돌아왔는데 코바치는 즉시 한 명을 팔고 다른 한 명을 친구에게 선물로 주었다.

## 관련 전범재판
구유고슬라비아 국제형사법원에서는 포차 지방에서 세르비아군이 보스니아인에 대해 박해, 고문, 살인, 강간, 노예화 및 잔혹한 처우(전쟁법 위반) 등으로 인종청소에 가담한 다음의 사람에게 유죄를 선고하였다.
- 라도반 카라지치 - 스릅스카 공화국의 전 대통령. 종신형 선고.[7]
- 드라골류브 쿠나라츠 - 28년형 선고.[8][5]
- 라도미르 코바치 - 20년형 선고.[8][5]
- 조란 부코비치 - 12년형 선고.[8] 형기의 약 2/3를 복역한 후 조기석방되었다.[9]
- 밀로라드 크르노옐라츠 - 12년형 선고.[10] 1998년 6월 15일 복역을 시작한 이후 가석방 심의를 통해 2009년 7월 9일 조기석방되었다.[11]
- 드라간 젤레노비치 - 15년형 선고.[12] 2015년 8월 28일 조기석방되었다.[12]
- 빌랴나 플라브시치 - 11년형 선고.[13] 2009년 10월 27일 조기석방되었다.[14]
- 몸칠로 크라이슈니크 - 20년형 선고. 2013년 9월 조기석방되었다.[15]

드라간 가고비치와 얀코 야니치도 ICTY에 기소되었으나 각각 1999년, 2000년 사망하여 공소권 없음으로 사건 종결하였다.
이 외에도 보스니아 헤르체고비나 법원에서 판결을 내린 전쟁 범죄 혐의자도 다음과 같이 있다.
- 라도반 스탄코비치 - 20년형 선고.[4] 2010년 탈옥하였으나[17] 5년 후 다시 체포되었다.[18]
- 네조 사마르지치 - 24년형 선고.[19]
- 고이코 얀코비치 - 34년형 선고.[4]
- 사보 토도로비치 - 12년 6개월형 선고.[20][21]
- 미타르 라셰비치 - 8년 6개월형 선고.[22]
- 라드밀로 부코비치 - 1심에서 5년 6개월형 선고. 이후 항소심에서 무죄 판결을 받았다.[23]
- 몸칠로 만디치 - 무죄 판결을 받았다.[24]

## 같이 보기
- 보스니아 전쟁의 학살 목록

## 참고 문헌
- Blumenthal, David A.; McCormack, Timothy L. H. (2008). 《The Legacy of Nuremberg: Civilising Influence Or Institutionalised Vengeance? Volume 20 of International humanitarian law series》. Martinus Nijhoff Publishers. ISBN 9789004156913.